# شلومی بایندر
شلومی بایندر (انگلیسی: Shlomi Binder؛ زادهٔ ۱ فوریهٔ ۱۹۷۵) سرلشکر نیروهای دفاعی اسرائیل است، که از سال ۲۰۲۴ به‌عنوان مدیر اداره اطلاعات نظامی ارتش اسرائیل (آمان) فعالیت می‌کند.
بایندر فعالیت نظامی را از سال ۱۹۹۳ در ارتش اسرائیل آغاز کرد، از ۲۰۱۰ تا ۲۰۱۲ فرماندهی واحد ایگوز را برعهده داشت، از ۲۰۱۳ تا ۲۰۱۶ فرمانده سایرت متکل بود، در فاصله سال‌های ۲۰۱۶ تا ۲۰۱۸ به‌عنوان فرمانده تیپ ۱ گولانی فعالیت می‌کرد و از ۲۰۱۹ تا ۲۰۲۲ فرماندهی لشکر ۹۱ گالیل را برعهده داشت.